# Erbario storico di Saint-Oyen
L'Erbario storico di Saint-Oyen (in francese, Herbier historique de Saint-Oyen) è un erbario antico del comune di Saint-Oyen, in Valle d'Aosta, Italia. Si trova presso la biblioteca comunale.

## Storia dell'erbario
L'erbario raccoglie le specie della valle del Gran San Bernardo raccolte dai Canonici del Gran San Bernardo, studiosi di scienze naturali.
A lungo dimenticato, è stato ritrovato a seguito del restauro del Château-Verdun, castello del comune. L'erbario, conservato in faldoni su cui si è dovuti intervenire parecchio con il restauro e con sostituzioni di fogli, rappresenta due diverse raccolte costituite tra la seconda metà del XIX secolo e l'inizio del XX secolo, a partire dal 1852. Dei 2755 esemplari conservati alcuni sono andati distrutti, ma molti sono ottimamente conservati. Gli esemplari rappresentano 75 famiglie di piante erbacee.
Il recupero è stato voluto dal Comune e curato dall'Unité des Communes valdôtaines Grand-Combin ed ha beneficiato dei fondi destinati a progetti di sviluppo locale della Comunità Europea con il Progetto “Notre patrimoine. L'eau, le pain et le village”, all'interno del programma Leader + 2000-2006.